# البلاطات ثنائية المحور المفرغة

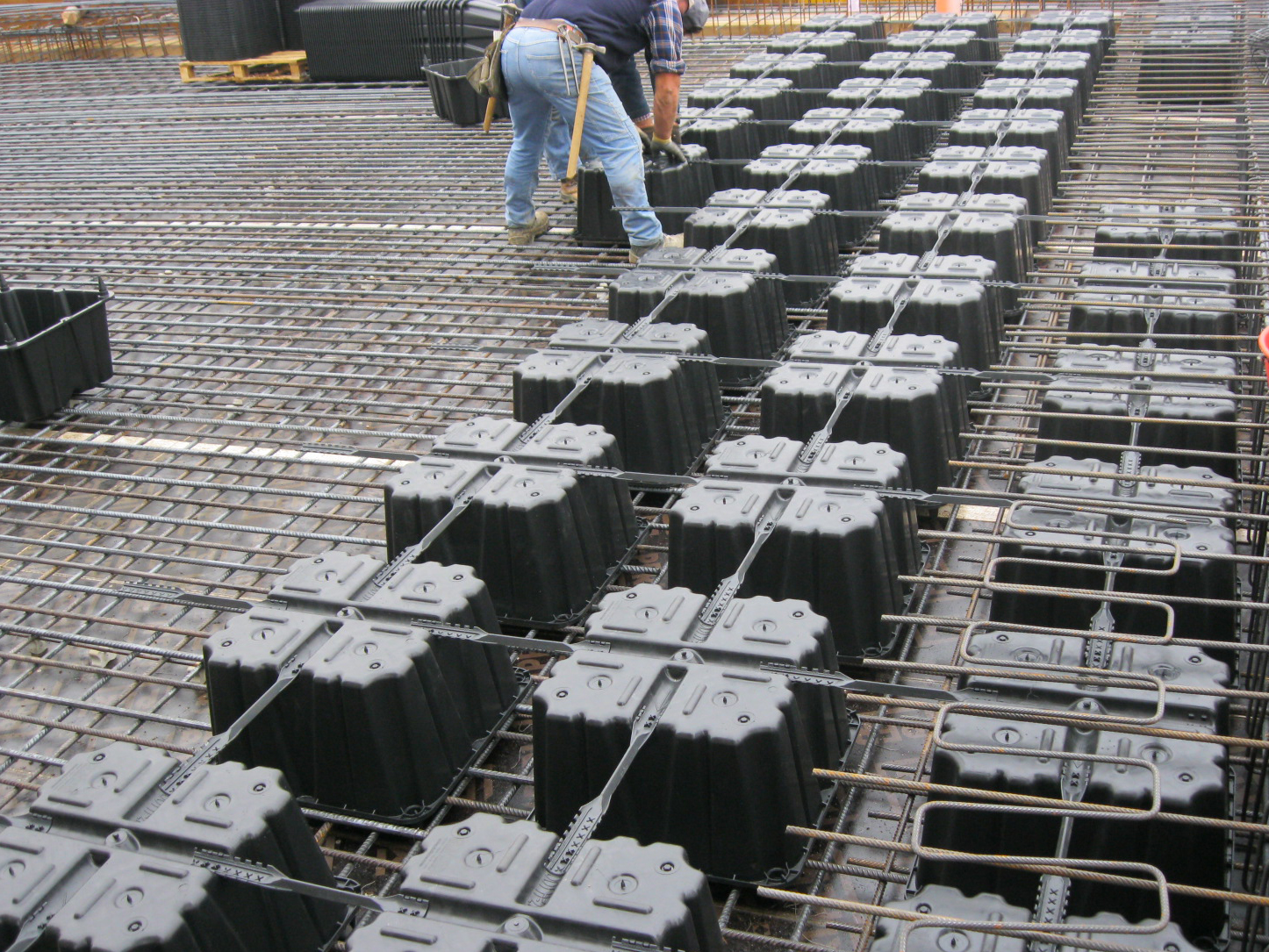
البلاطات ثنائية المحور المفرغة باستخدام المُشكِّلات المكعبةاثناء التنفيذ في الموقع

 وهي عبارة عن نوع من انواع البلاطات الخرسانية المسلحة الحديثة ، تعتمد بشكل اساسي في تكوينها على استخدام مُشكِّلات فراغ داخل جسم البلاطات الخرسانية المسطحة الفلات سلاب(Flat slab)، مُشكِّلات الفراغ هذه تكون باشكال مختلفة منها المكعب و الكروي و البيضاوي ، يتم صب الخرسانة حول مُشكِّلات فراغ لإنشاء فراغات داخلية في البلاطة.
تتيح هذه الفراغات إنشاء بلاطات خرسانية اخف وزنا نتيجة الفراغات داخلها ، كما ان هذا النوع من البلاطات اقل سماكة مقارنة بباقي انواع البلاطات الاخرى و كنتيجة لوزن هذا النوع من البلاطات فان المسافة بين الاعمدة يمكن زيادتها بحسب المتطلبات المعمارية مما يتيح مزيدا من الحرية في تشكيل الفراغات المعمارية.
البلاطات ثنائية المحور المفرغة،سميت بهذا الاسم نتيجة لوجود فراغات داخلية فيها و لطريقة توزيع الاحمال فيها ، حيث يتم توزيعها بمحورين (x)و(y)، على عكس البلاطات احادية الاتجاه السقف الهوردي مثلا.
يستخدم في صناعة مُشكِّلات فراغ هذه مواد بلاستيكية معاد تدويرها مما يساهم في انشاء أرخص وأقل تأثيرا على البيئة.
.

## النظرية

رسم تخطيطي مقطعي للبلاطة ثنائية المحور النموذجية باستخدام مُشكِّلات الكروية

البلاطات ثنائية المحور المفرغة تعتمد اساسا على نظامالفلات سلاب (Flat slab) ويتم تصميمها بنفس الفكرة السابقة ،ومع الاخذ بعين الاعتبار مُشكِّلات فراغ في التصميم مما ينتج عنه تغيير في محددات القوى و العزوم الخاصة بكودات البناء في الهندسة المدنية
بحيث يتم حساب المقطع الخرساني بشكل (I) عوضا عن المقطع المصمت في الفلات سلاب.
وتكون قيمة مقاومة القص اقل منها في البلاطات خرسانة مسلحةالفلات سلاب.
ويتم احتساب مقاومة القص الثاقب كما في الفلات سلاب وعمل منطقة مصمتة من الخرسانة حول الاعمدة لمقاومة قوى القص الناتجة عن البلاطة الخرسانية.

## المميزات

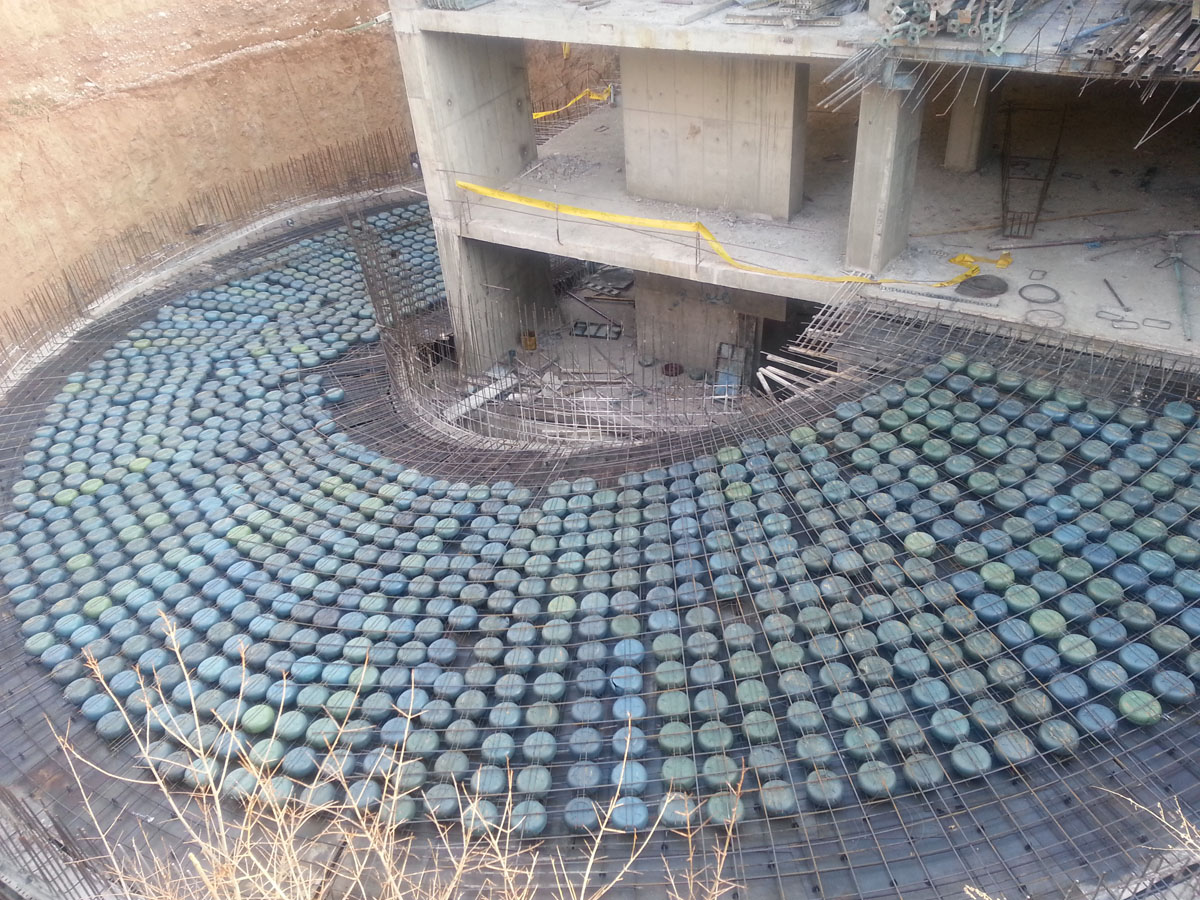
نموذج لاستخدام المُشكِّلات البيضوية في احد المواقع

منشأ اخف وزنا من ،نتيجة تخفيف الاحمال الميتة.
بلاطة خرسانية اقل سماكة من مثيلاتها،نتيجة تخفيف الاحمال الميتة.
سرعة و سهولة التنفيذ.
الحصول على مسافات اكبر بين الاعمدة.
حرية معمارية كبيرة مقارنة بمثيلاتها.
عدم وجود جسور (كمرات)داخلية في المبنى.
سهولة توزيع و اعادة توزيع قواطع الطوب و الالواح الجبسية فوقها.
سهولة تمديد اعمال التكييف و السباكة (التمديدات الصحية)لعدم وجود الجسور الساقطة.
مقاومة اعلى للحريق لوجود غطاء خرساني سفلي و علوي.
عزل حراري اعلى لوجود غطاء خرساني سفلي و علوي.
عزل صوتي اعلى لوجود الفراغات داخل البلاطة الخرسانية.
تقليل كميات الحديد و الخرسانة،نتيجة تخفيف وزن المنشأ.
نظام صديق للبيئة.

### أنظمة مسبقة الصنع
```

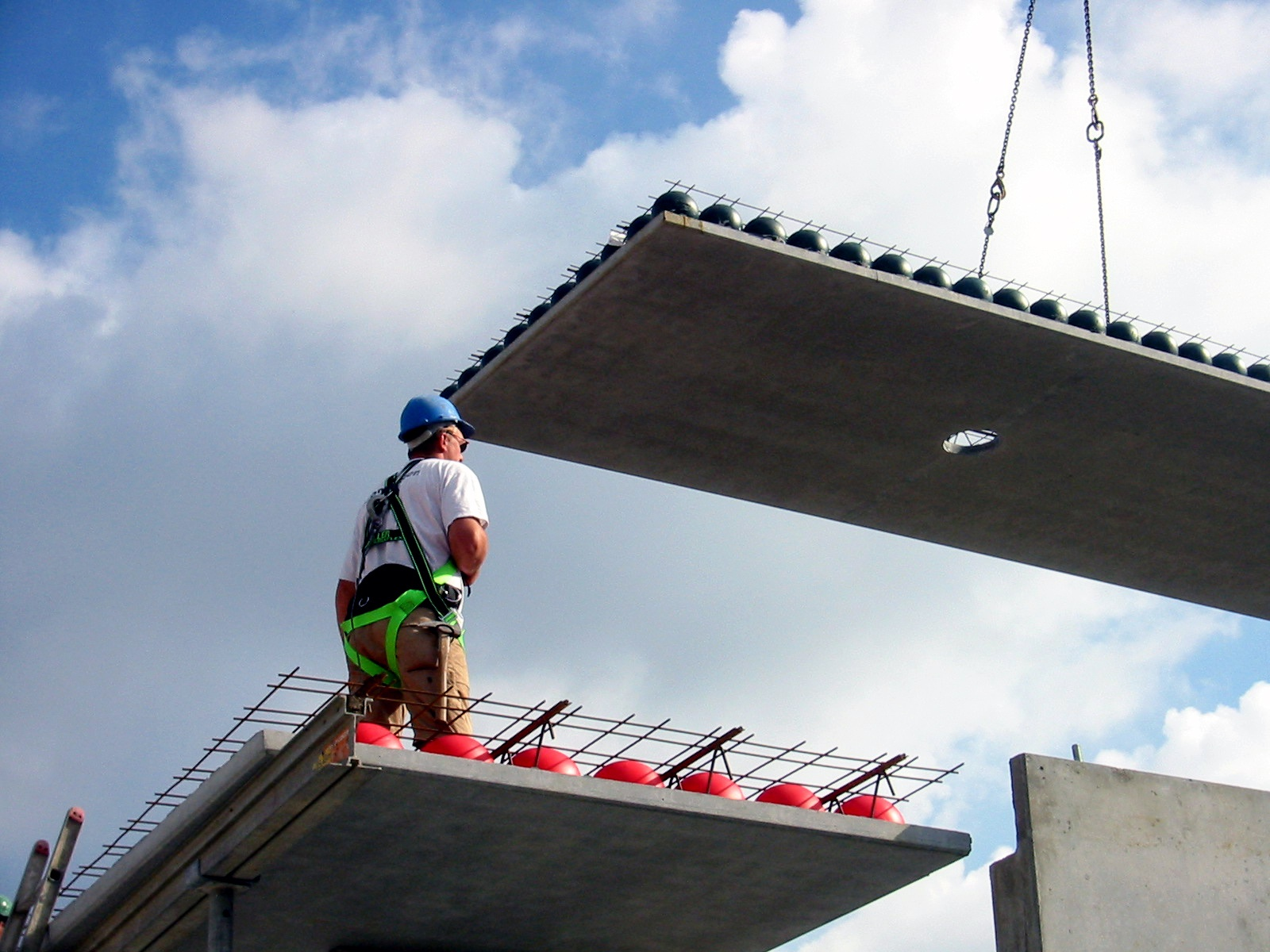
تنفيذ نظام فراغي كروي مسبق الصب

النظام مسبق الصنع مكون من الواح تحتوي على شبكة الحديد السفلية و مُشكِّلات فراغ و الاشواك الحديدية المقاومة للقص ، بحيث يتم تركيبها في الموقع بواسطة رافعات و يتم اضافة شبكة الحديد العلوية و الصب في الموقع ، وتتميز هذه الطريقة بوجود سطح سفلي جاهز و داعي لتشطيبه، ولكن يعاب على هذه الطريقة صعوبة رفع هذه البلاطات في الموقع و وجود صعوبة في تنفيذ الجسور منفردة قبل تركيب الالواح مسبقة الصنع.
```

### أنظمة الصب في الموقع

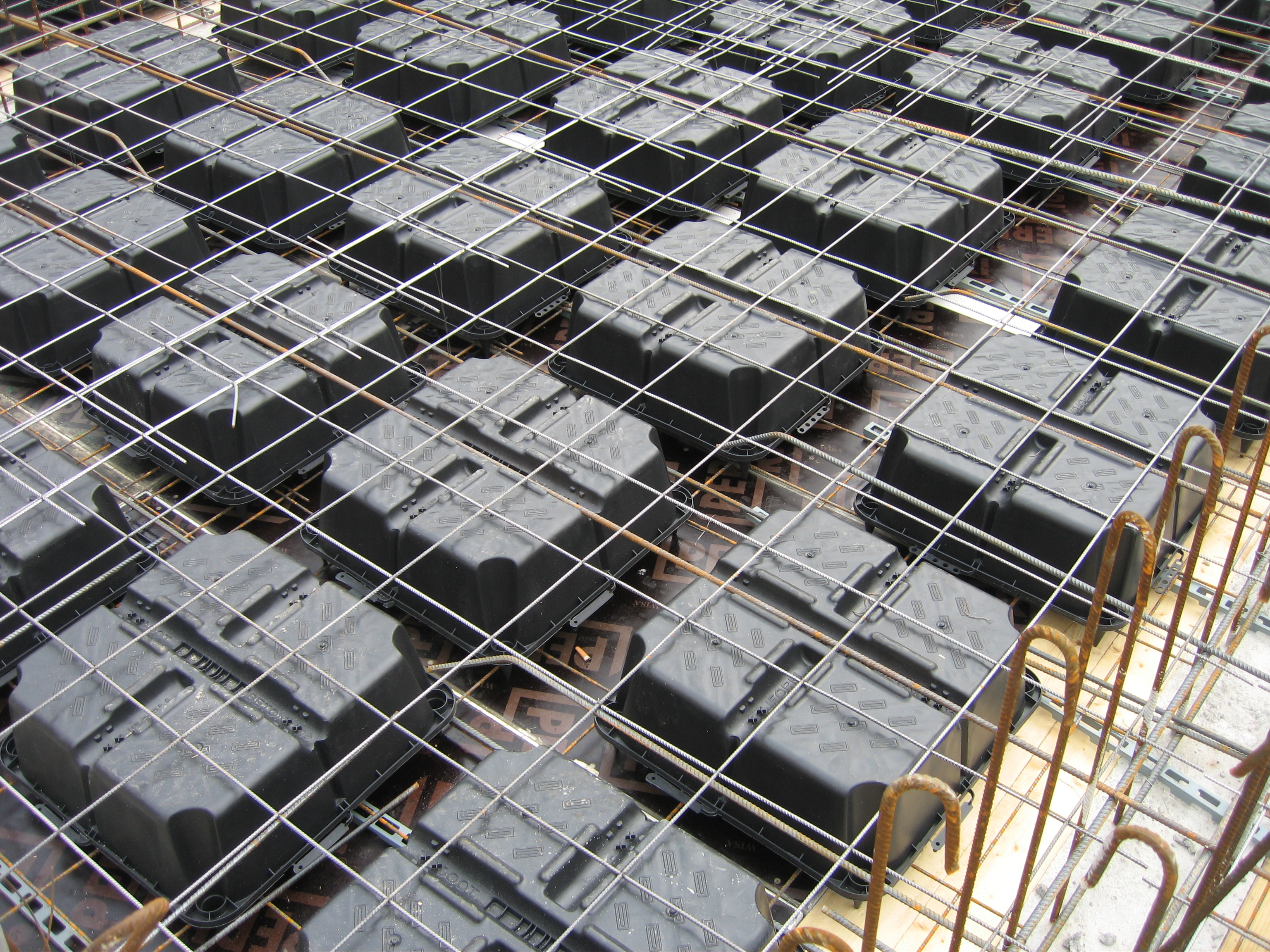
تنفيذ نظام الصب في الموقع

نظام الصب في الموقع وهو الاكثر شيوعا،يتم تجهيز السقف من سقالات و الواح خشبية (نجارة)و يتم تركيب شبكة الحديد السفلية و من ثم توزيع شبكة مُشكِّلات فراغ فوقها و اضافة الاشواك الحديدية المقاومة للقص ، ومن ثم تركيب الحديد المقاوم للقص الثاقب و بعدها تركيب شبكة الحديد العلوية، ويتم صب الخرسانه فوقهاو يجب استعمال الهزازات الميكانية لضمان وصول الخرسانة اسفل و حول جوانب هذه المُشكِّلات.

### حالات الفشل
في عام 2017 ميلادية ادى انهيار سقف مكون من نظام الفراغات الكروية في مواقف السيارات التابعة لمطار أيندهوفن في هولندا
و كان هذا بسبب عدم كفاية مقاومة قوى القص بين ألواح الخرسانة مسبقة الصب ، والتي يُحتمل أن تكون ناتجة عن ارتفاع درجات الحرارة أثناء البناء.
```
بعد الحادث ، بدأ التحقيق بين المباني التي تستخدم نفس نظام الاسقف ، مما أدى إلى إغلاق العديد من المباني في هولندا ، بما في ذلك مبنى في 
جامعة إراسموس روتردام
 ومبنى مدرسة قيد الإنشاء في 
هوفين
 
[
3
]
```

## مقارنة بأنواع البلاطات الأخرى
مع نظام بلاطة الوافل النظامان يعملان بشكل ثانئي الاتجاه.
| نوع البلاطة                    | سماكة البلاطة | الاعصاب      | الخرسانة(م3/م2) | التسليح(كلغ/م2) | التسليح /الخرسانة(كلغ/م3) |
| ------------------------------ | ------------- | ------------ | --------------- | --------------- | ------------------------- |
| بلاطة الوافل                   | 30 سم         | ارتفاع 20 سم | 0.22            | 26.57           | 122.75                    |
| البلاطات ثنائية المحور المفرغة | 27 سم         | لا يوجد      | 0.23            | 23.86           | 103.27                    |

مع نظام السقف الهوردي النظامان يعملان بشكل ثانئي الاتجاه.
| نوع البلاطة                    | سماكة البلاطة | الاعصاب | الخرسانة(م3/م2) | التسليح(كلغ/م2) | التسليح /الخرسانة(كلغ/م3) |
| ------------------------------ | ------------- | ------- | --------------- | --------------- | ------------------------- |
| السقف الهوردي                  | ارتفاع 20 سم  | 0.22    | 26.57           | 122.75          |                           |
| البلاطات ثنائية المحور المفرغة | 27 سم         | لا يوجد | 0.23            | 23.86           | 103.27                    |

مع نظام الفلات سلاب النظامان يعملان بشكل ثانئي الاتجاه.
| نوع البلاطة                    | سماكة البلاطة | الاعصاب | الخرسانة(م3/م2) | التسليح(كلغ/م2) | التسليح /الخرسانة(كلغ/م3) |
| ------------------------------ | ------------- | ------- | --------------- | --------------- | ------------------------- |
| الفلات سلاب                    | 30 سم         | لا يوجد | 0.30            | 36.45           | 120.28                    |
| البلاطات ثنائية المحور المفرغة | 27 سم         | لا يوجد | 0.23            | 23.86           | 103.27                    |

## معرض صور

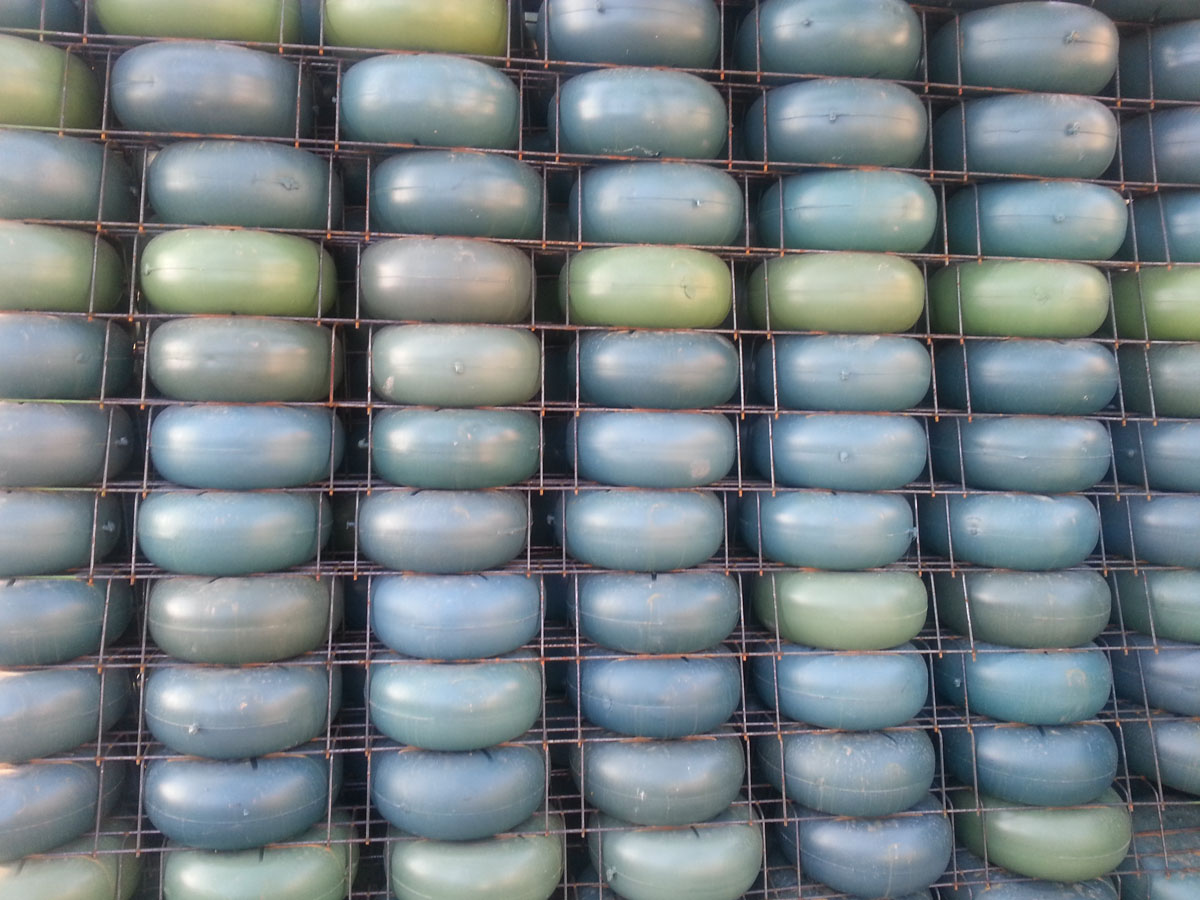
الفراغات في أشكال كوبياكس
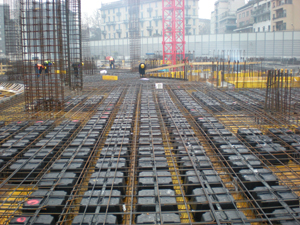
ميلان ، إيطاليا
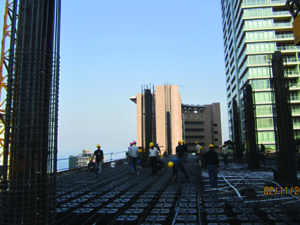
المدرجات في لبنان